# Liste der diplomatischen Vertretungen in Jordanien

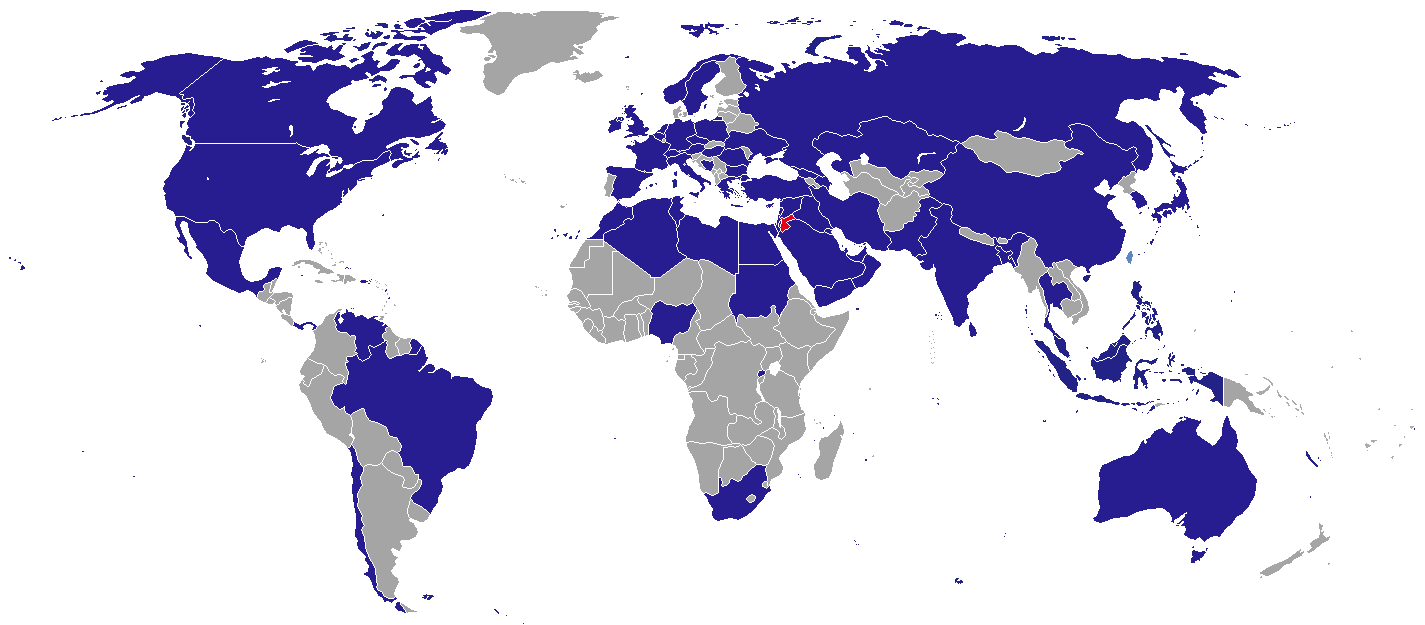
Staaten mit einer Botschaft in Jordanien

Die Liste der diplomatischen Vertretungen in Libanon führt Botschaften und Konsulate auf, die im asiatischen Staat Jordanien eingerichtet sind (Stand 2022).

## Botschaften in Amman
71 Botschaften sind in der jordanischen Hauptstadt Amman eingerichtet (Stand 2022). 

### Staaten
| - Antigua und Barbuda: Botschaft - Afghanistan: Islamische Republik Afghanistan: Botschaft - Ägypten: Botschaft - Algerien: Botschaft - Aserbaidschan: Botschaft - Australien: Botschaft - Bahrain: Botschaft - Bangladesch: Botschaft - Belgien: Botschaft - Brasilien: Botschaft - Brunei: Botschaft - Bulgarien: Botschaft - Chile: Botschaft - Deutschland: Botschaft - Frankreich: Botschaft - Georgien: Botschaft - Griechenland: Botschaft - Indien: Botschaft - Indonesien: Botschaft - Irak: Botschaft - Iran: Botschaft - Italien: Botschaft - Japan: Botschaft |  | - Jemen: Botschaft - Kanada: Botschaft - Kasachstan: Botschaft - Katar: Botschaft - Kuba: Botschaft - Kuwait: Botschaft - Libanon: Botschaft - Libyen: Botschaft - Malaysia: Botschaft - Marokko: Botschaft - Mexiko: Botschaft - Niederlande: Botschaft - Nigeria: Botschaft - Norwegen: Botschaft - Oman: Botschaft - Österreich: Botschaft - Pakistan: Botschaft - Palästina: Botschaft - Panama: Botschaft - Philippinen: Botschaft - Polen: Botschaft - Rumänien: Botschaft |  | - Russland: Botschaft - Saudi-Arabien: Botschaft - Schweden: Botschaft - Schweiz: Botschaft - Spanien: Botschaft - Sri Lanka: Botschaft - Sudan: Botschaft - Südkorea: Botschaft - Syrien: Botschaft - Thailand: Botschaft - Tschechien: Botschaft - Tunesien: Botschaft - Türkei: Botschaft - Ukraine: Botschaft - Ungarn: Botschaft - Uruguay: Botschaft - Vereinigte Arabische Emirate: Botschaft - Vereinigtes Königreich: Botschaft - Vereinigte Staaten: Botschaft - Venezuela: Botschaft - Volksrepublik China: Botschaft - Zypern: Botschaft |

### Vertretungen Internationaler Organisationen
- Vatikanstadt: Botschaft
- Malteserorden: Botschaft